# Moscheea Jama
Moscheea Jama sau Moscheea Jahan-Numa, este o moschee din Delhi, India. Aceasta este principala moschee din oraș, și una dintre cele mai frumoase.

## Istorie
Moschea Jama a fost construită între anii 1650-1656 de către Shah Jahan, al cincilea împărat al Imperiului Mogul. De asemenea , tot în această perioadă a fost construit Taj Mahalul din Agra și Fortul Roșu din Delhi, care se află vizavi de moschee.

## Arhitectură
Moscheea Jama are două porți mari, două minarete, și este construită cu gresie roșie și marmură albă , cu diferite simboluri ce combină arta islamică cu cea hindusă. 
Moscheea are și o curte interioară ce măsoară aproximativ 75 de metri. Întreaga cameră de vest este o sală cu 260 de piloni pictați cu simboluri religioase. În estul curții se află mausoleul lui Ahmed Shah.
Moscheea mai găzduiește multe relicve sfinte, inclusiv o veche copie a Coranului scrisă pe piele de cerb.

## Galerie de imagini

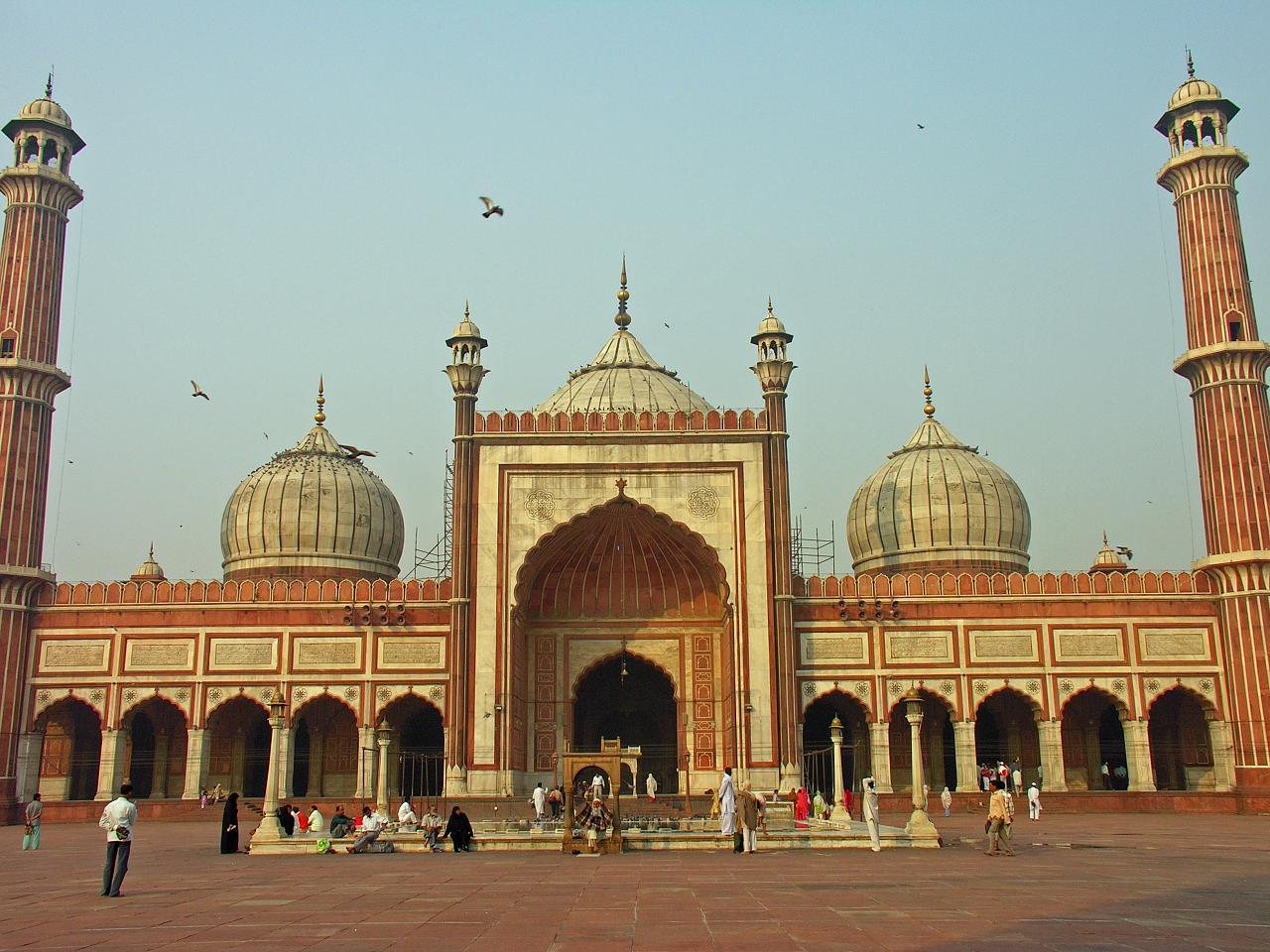
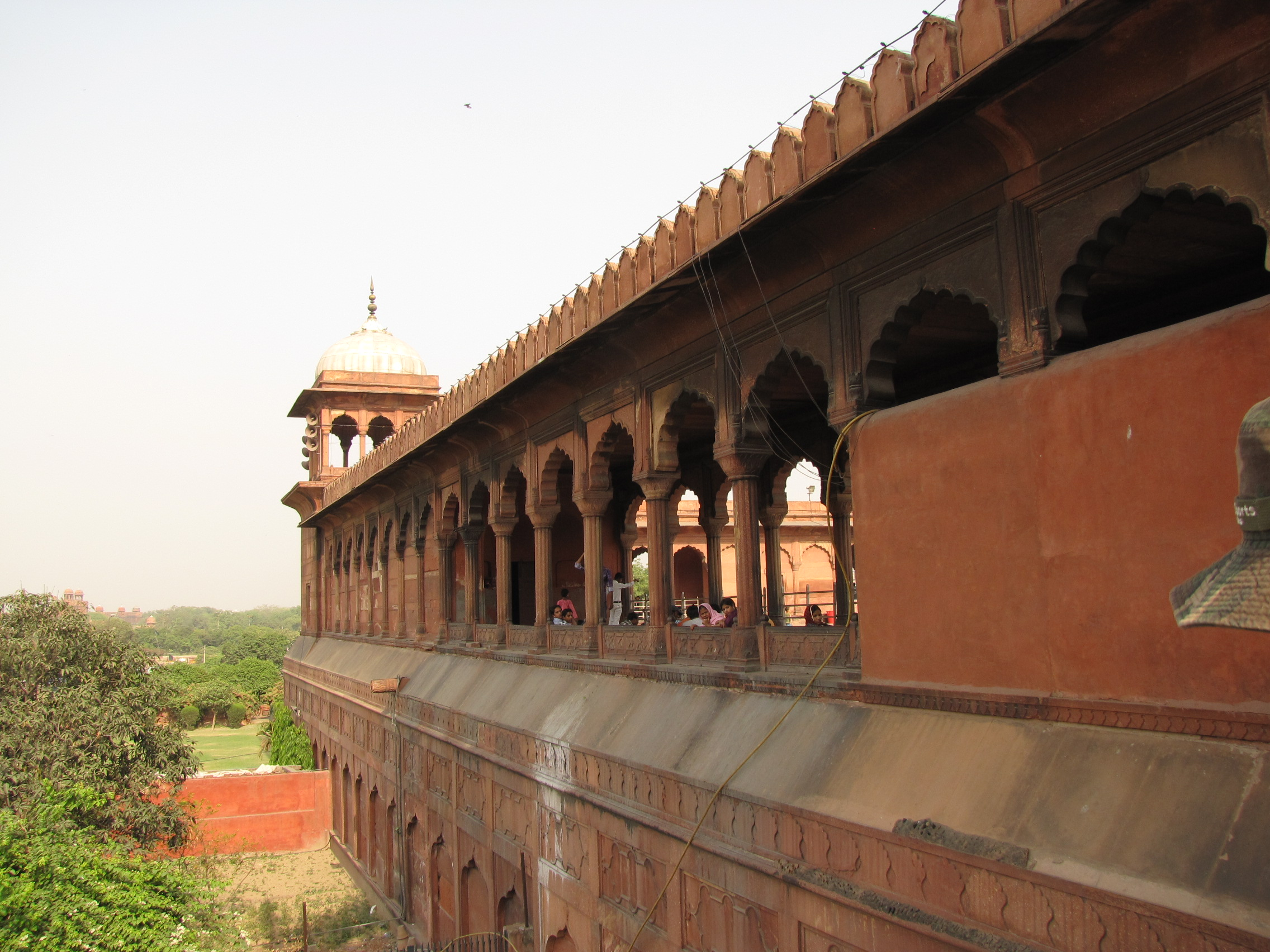
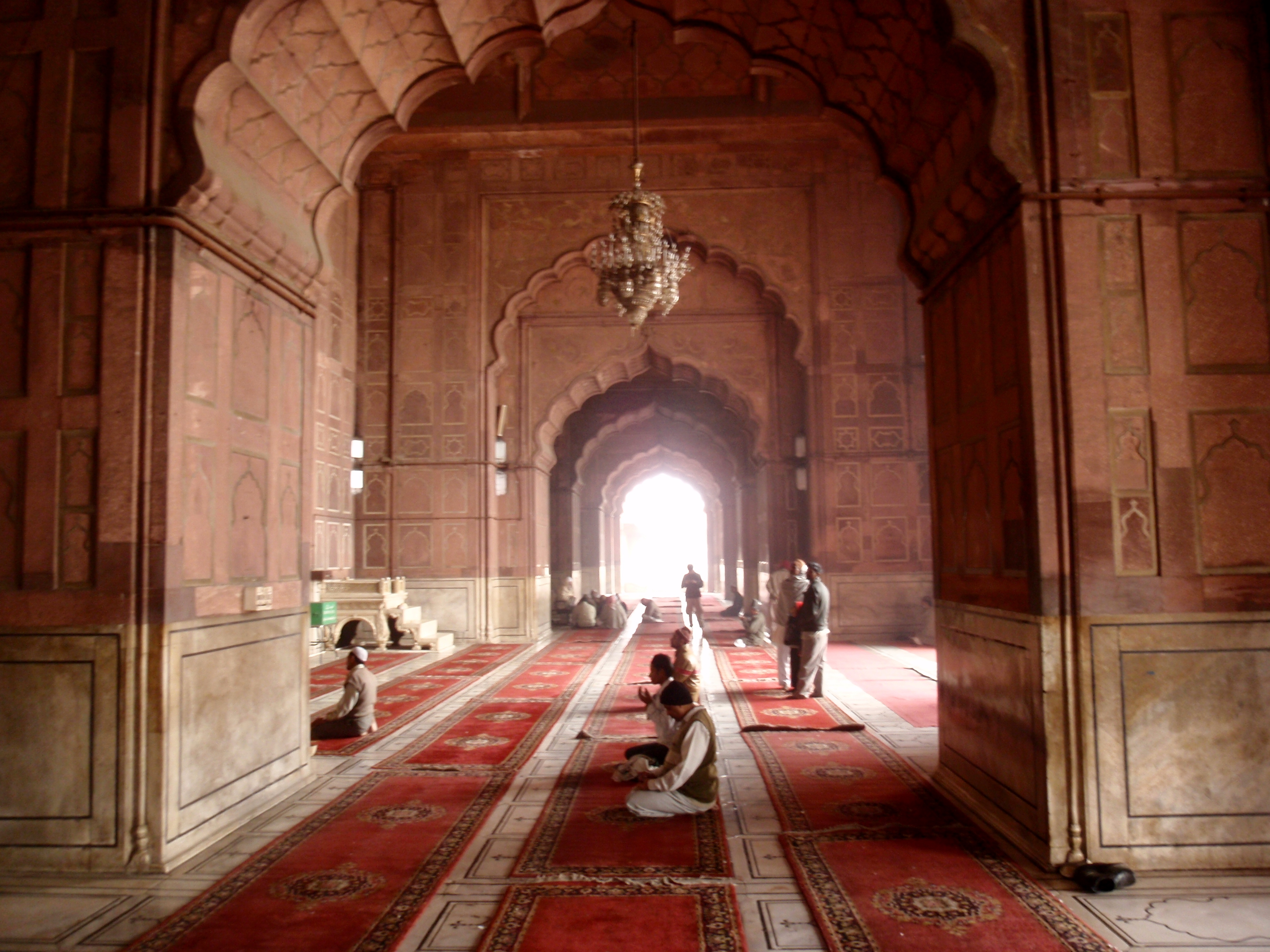
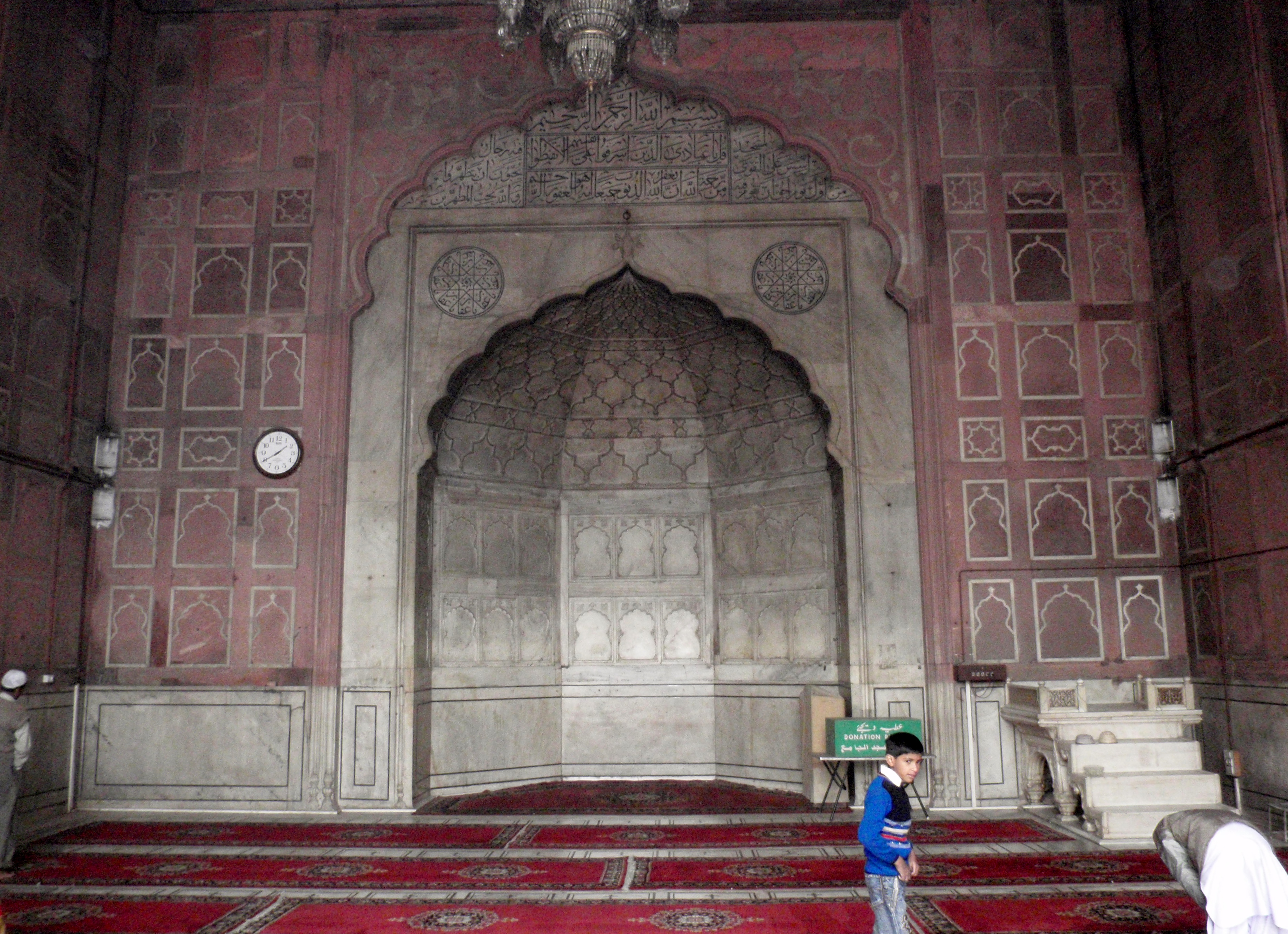
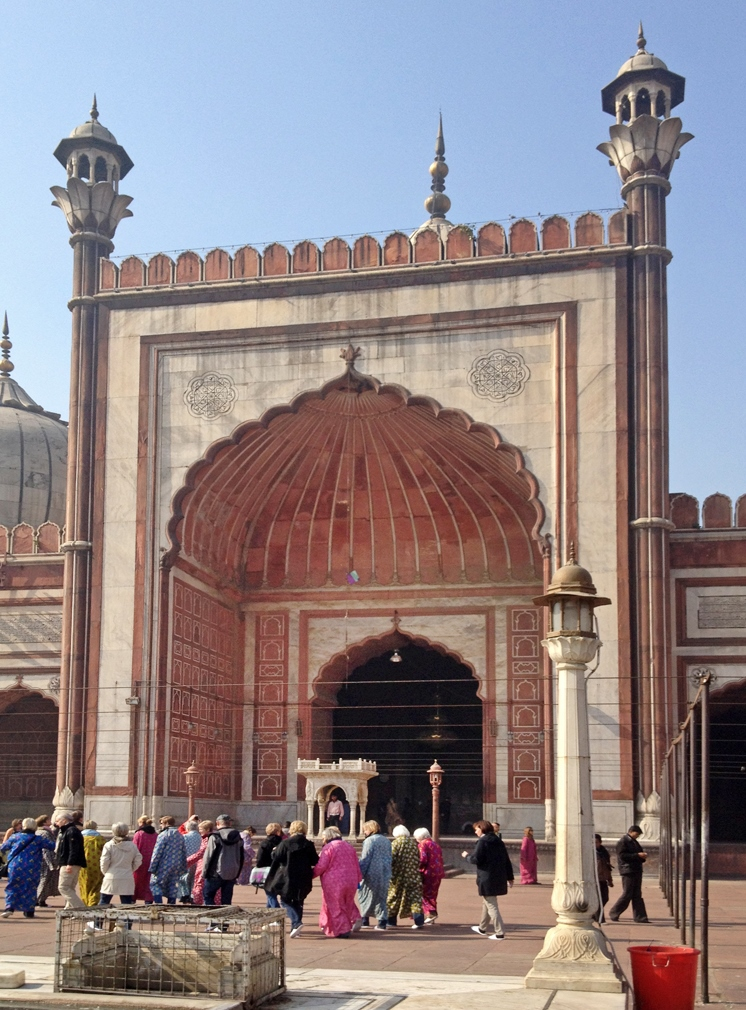
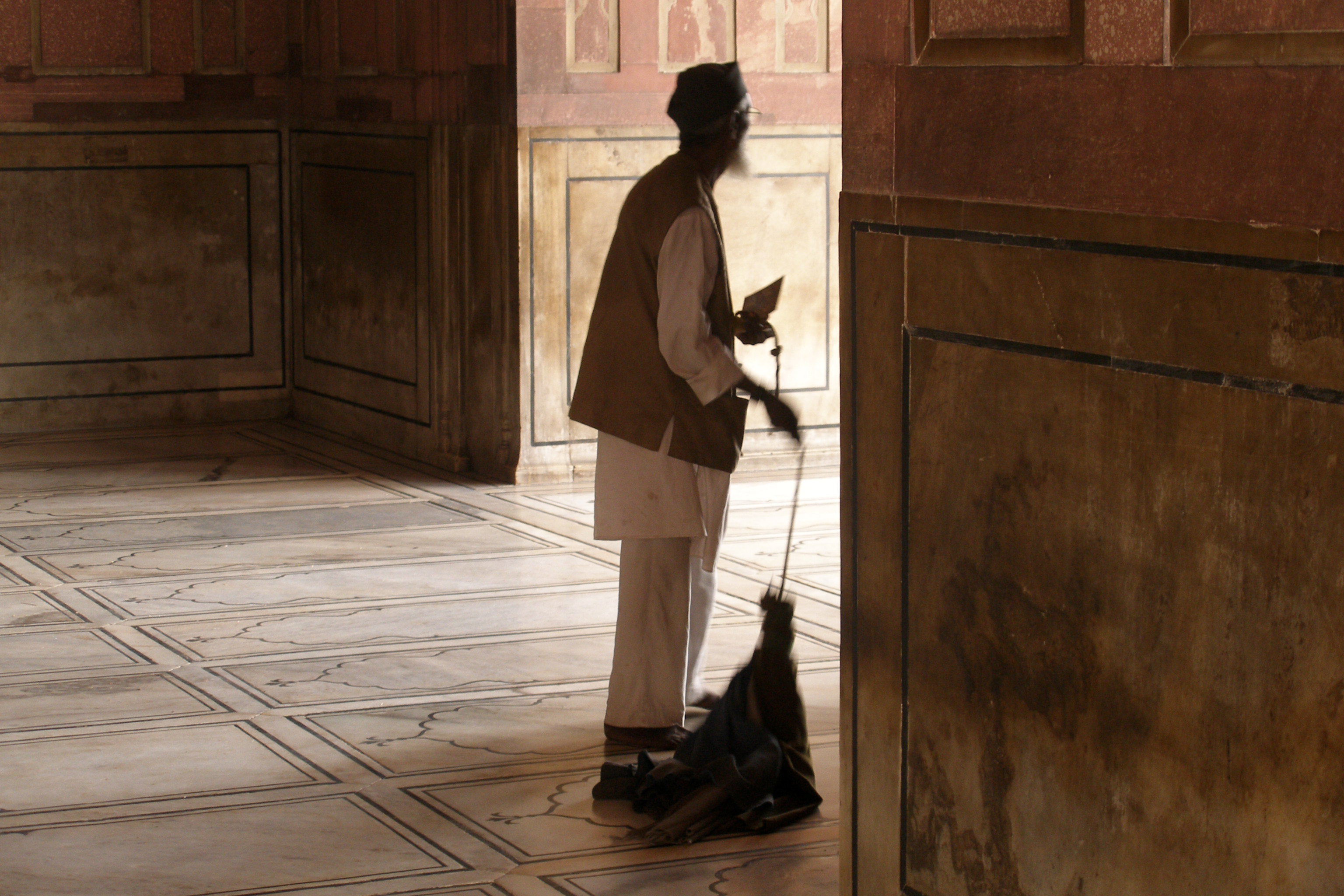
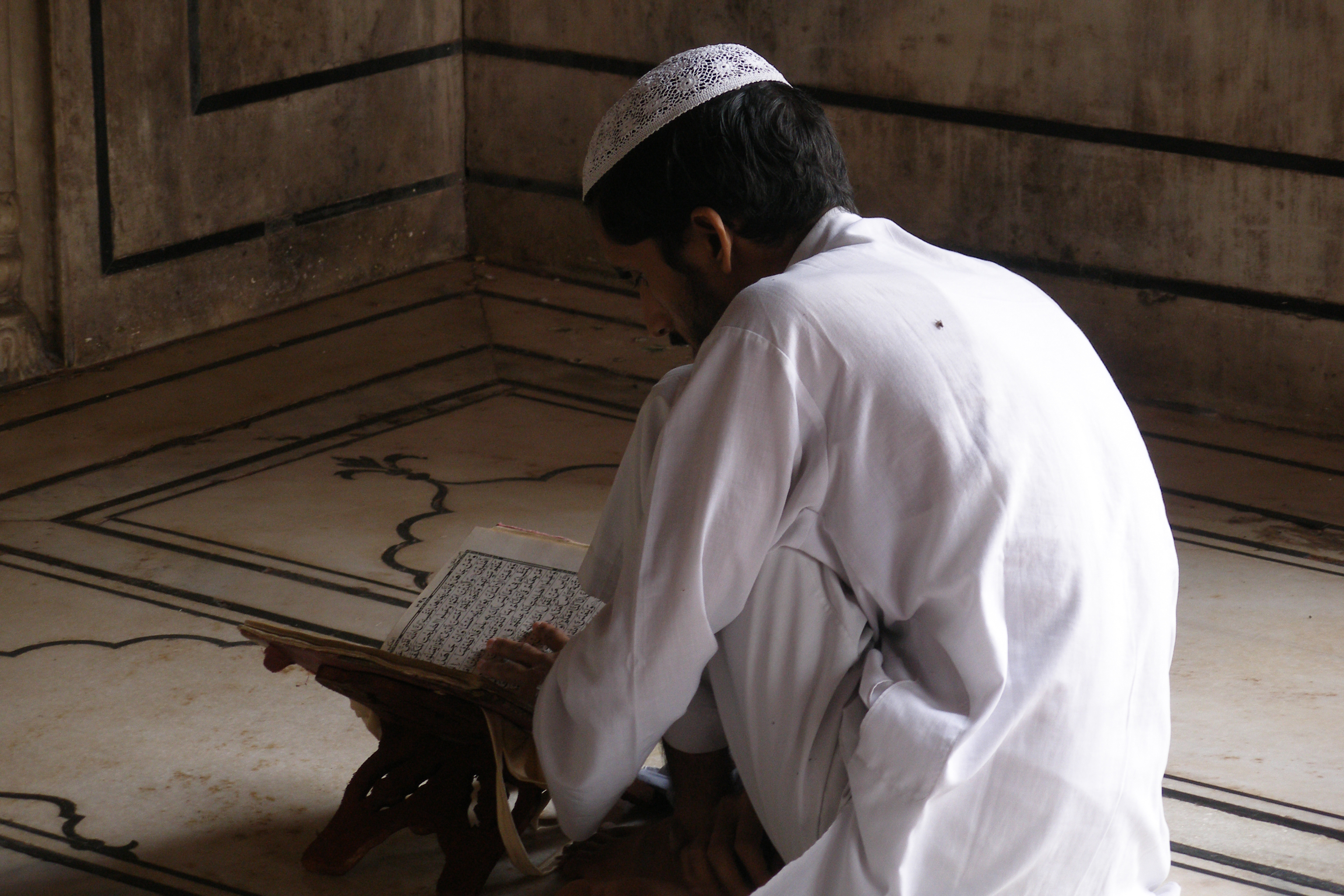
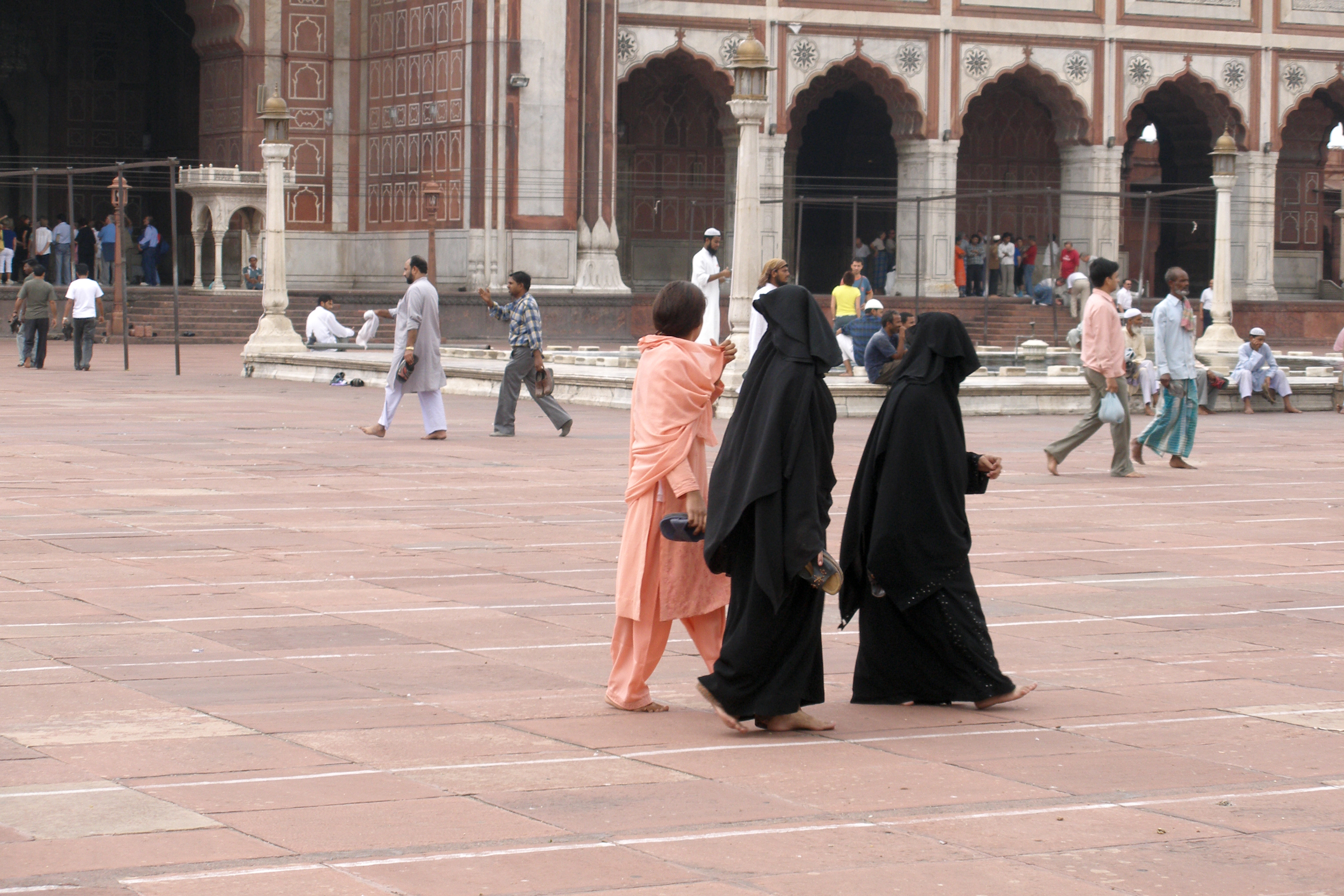
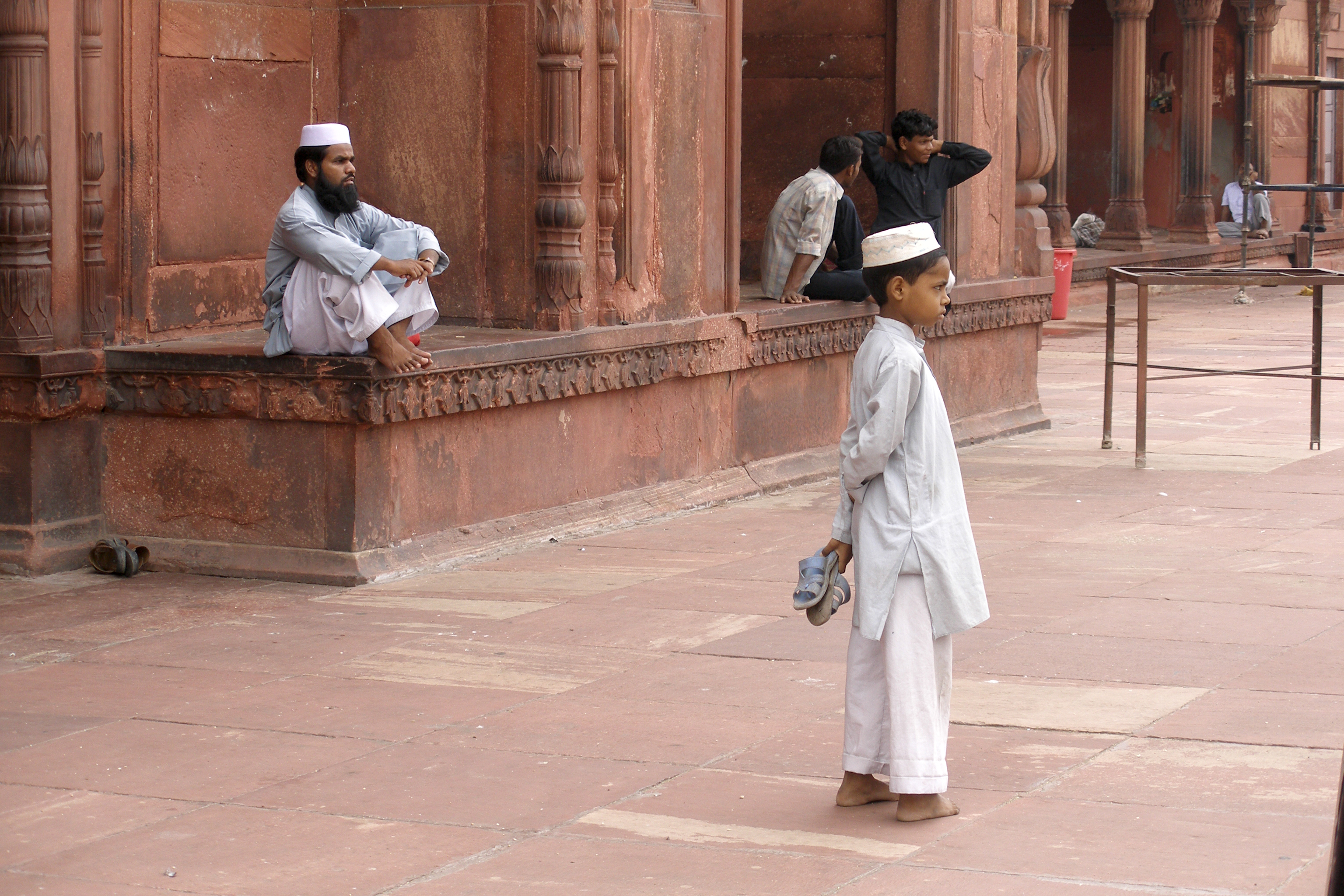